# Bernard Grobot

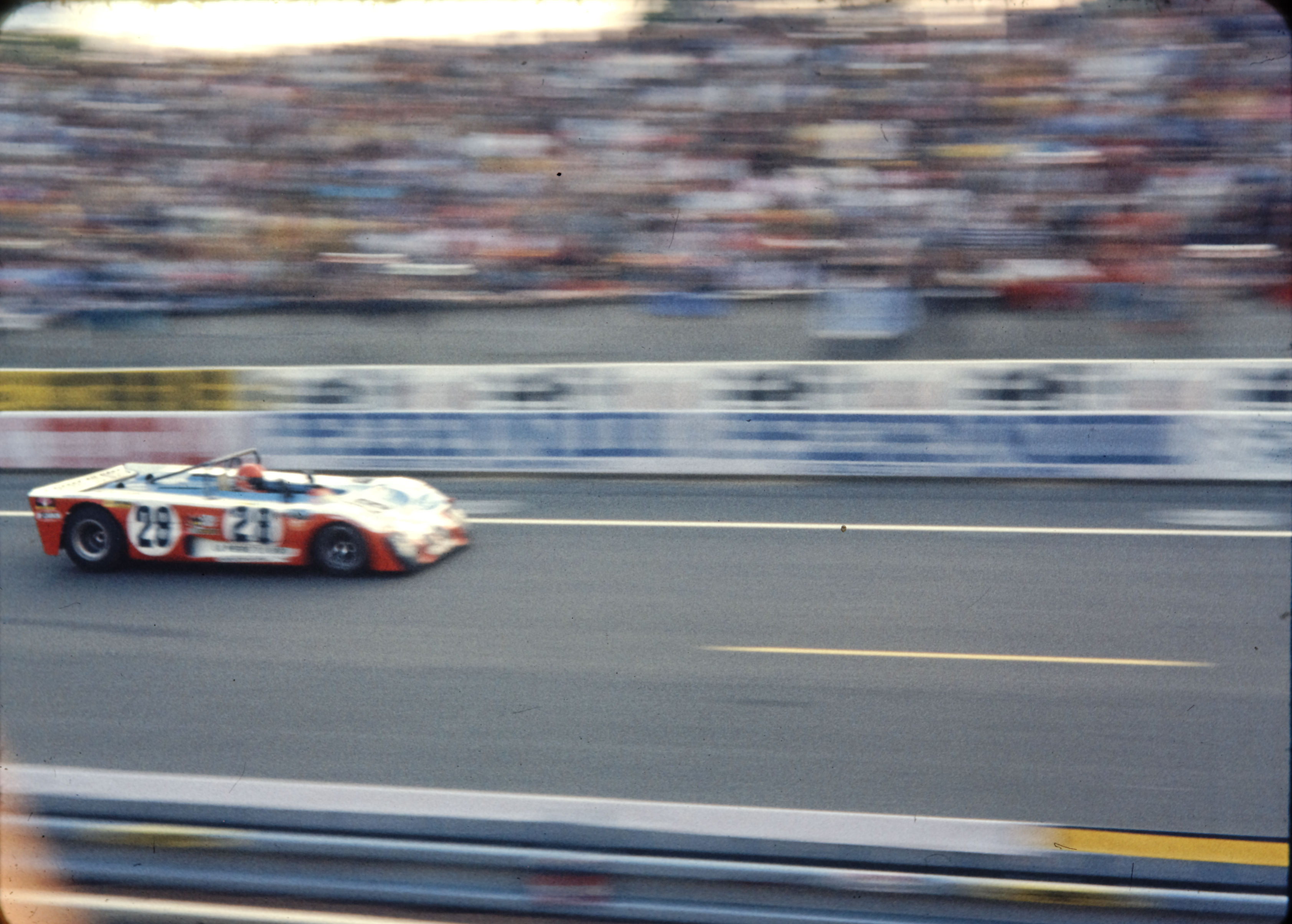
Der von Bernard Grobot beim 24-Stunden-Rennen von Le Mans 1973 gefahrene Lola T290

Bernard Etienne Grobot (* 5. Februar 1949 in Épernay; † 8. Mai 1997 in Aix-en-Provence) war ein französischer Autorennfahrer.

## Karriere als Rennfahrer
Bernard Grobot war in den frühen 1970er-Jahren im Sportwagensport aktiv. Er fuhr bei der Tour de France für Automobile, wo er 1971 und 1972 am Start war. 1971 erreichte er dort gemeinsam mit Jacques Henry auf einem Alpine A110 den 15. Gesamtrang. 1976 gewannen Henry und er das Rennen auf einem Porsche 911 Carrera RSR. Jacques Henry war auch beim 24-Stunden-Rennen von Le Mans 1973 sein Teampartner. Dritter Fahrer war Fred Stalder. Das Trio fiel nach einem Aufhängungsbruch am Lola T290 vorzeitig aus.

## Statistik

### Le-Mans-Ergebnisse
| Jahr | Team          | Fahrzeug  | Teamkollege   | Teamkollege  | Platzierung | Ausfallgrund |
| ---- | ------------- | --------- | ------------- | ------------ | ----------- | ------------ |
| 1973 | Jacques Henry | Lola T290 | Jacques Henry | Fred Stalder | Ausfall     | Aufhängung   |

### Einzelergebnisse in der Sportwagen-Weltmeisterschaft
| Saison | Team          | Rennwagen | 1   | 2   | 3   | 4   | 5   | 6   | 7   | 8   | 9   | 10  |
| ------ | ------------- | --------- | --- | --- | --- | --- | --- | --- | --- | --- | --- | --- |
| 1973   | Jacques Henry | Lola T290 | DAY | VAL | DIJ | MON | SPA | TAR | NÜR | LEM | ZEL | WAT |
| 1973   | Jacques Henry | Lola T290 |     |     |     |     | DNF |     |     |     |     |     |